# Echium strictum
Echium strictum är en strävbladig växtart. Echium strictum ingår i släktet snokörter, och familjen strävbladiga växter.

## Underarter
Arten delas in i följande underarter:
- E. s. exasperatum
- E. s. gomeraeum

## Bildgalleri

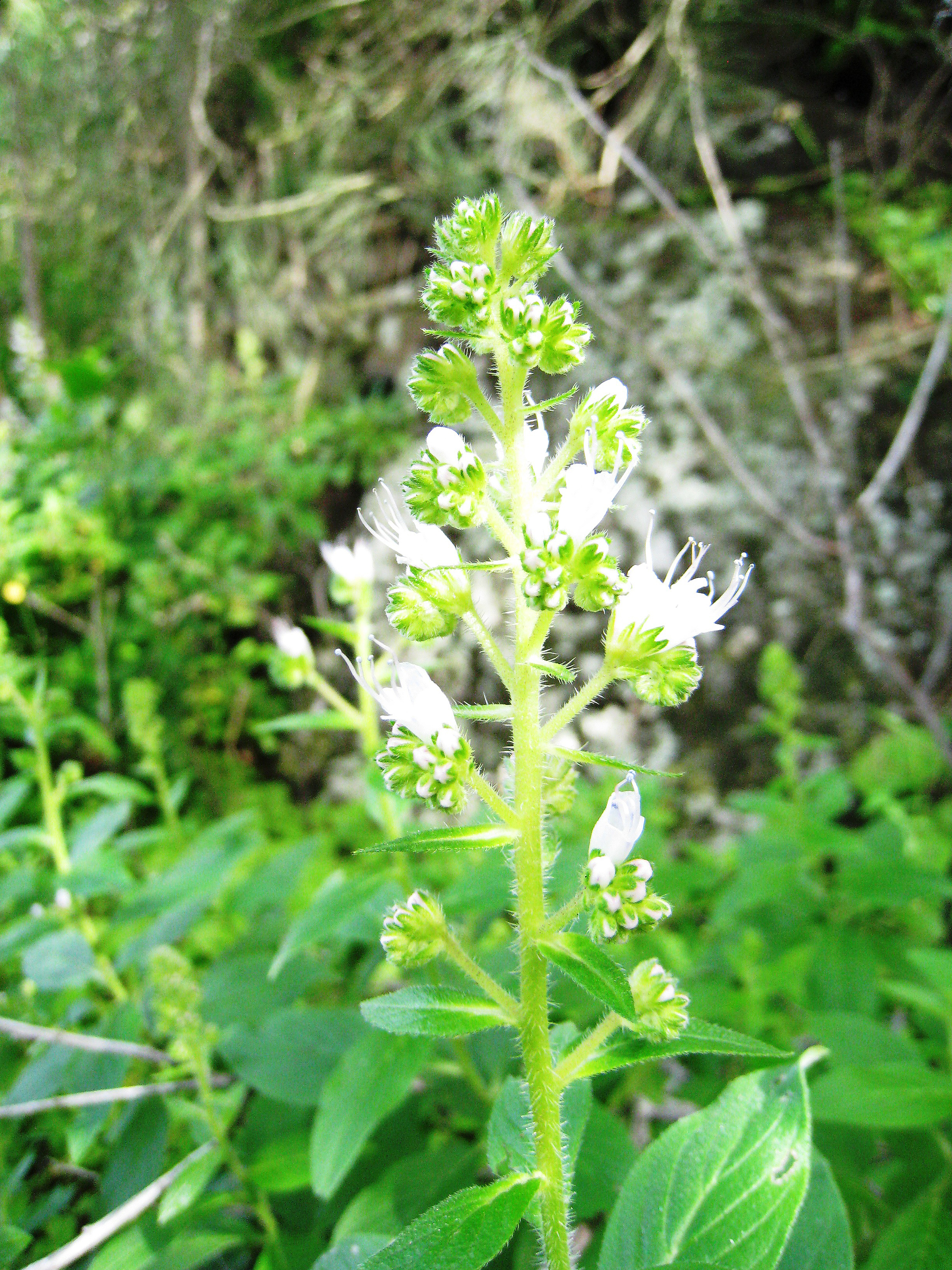